# الكسندر بالمر
الكسندر بالمر (بالإنجليزية: Alexander Palmer)‏ هو مصرفي أسترالي، ولد في 1825، وتوفي في 8 ديسمبر 1901.